# Lucília
Lucília bzw. Lucilia ist ein weiblicher Vorname.

## Herkunft und Bedeutung
Der Name wurde bereits im antiken Rom für weibliche Angehörige der Familie der Lucilier verwendet.
Der Name wird heute im Portugiesischen verwendet und ist die portugiesische weibliche Form von Lucilius.
Eine Variante ist Lucilia.

## Bekannte Namensträgerinnen
- Lucília do Carmo (1919–1998), portugiesische Fado-Sängerin und Mutter des Fado-Sängers Carlos do Carmo